# جورج إف. كاهيل جونيور
جورج إف. كاهيل جونيور (بالإنجليزية: George F. Cahill, Jr.)‏ هو أستاذ جامعي وعالم أمريكي، ولد في 7 يوليو 1927 في نيويورك في الولايات المتحدة، وتوفي في 30 يوليو 2012 في بيتربورو في الولايات المتحدة.